# مارگارت ایر بارنز
مارگارت ایِر بارنز (به انگلیسی: Margaret Ayer Barnes) بانوی داستان‌کوتاه‌نویس، نمایش‌نامه‌نویس و رمان‌نویس آمریکایی و برنده جایزه پولیتزر برای داستان در سال ۱۹۳۱ بود.

## کتابشناسی
- سال‌های زیبایی